# Comuna Fibiș, Timiș
Fibiș este o comună în județul Timiș, Banat, România, formată numai din satul de reședință cu același nume. Comuna Fibiș a fost înființată prin Legea 84 din 2004, prin desprinderea de comuna Mașloc. Fibișul este atesta documentar din secolul XIV. Este cel mai mare sat (nr. locuitori) de la Giarmata până la granița cu județul Arad via Lipova.

## Localizare
Se situează la circa 30 km NE de municipiul Timișoara, pe drumul național DN691 Timișoara - Lipova, aproape de limita județului Timiș. Are stație de cale ferată proprie.

## Populația (evoluție istorică)
Comuna Fibiș este administrată de un primar și un consiliu local compus din 11 consilieri. Primarul, Gheorghe Dorel Carcea[*], de la Partidul Național Liberal, este în funcție din 2008. Începând cu alegerile locale din 2024, consiliul local are următoarea componență pe partide politice:
|  | Partid                          | Consilieri | Componența Consiliului | Componența Consiliului | Componența Consiliului | Componența Consiliului | Componența Consiliului |
|  | ------------------------------- | ---------- | ---------------------- | ---------------------- | ---------------------- | ---------------------- | ---------------------- |
|  | Partidul Național Liberal       | 5          |                        |                        |                        |                        |                        |
|  | Partidul Social Democrat        | 3          |                        |                        |                        |                        |                        |
|  | Alianța Dreapta Unită           | 1          |                        |                        |                        |                        |                        |
|  | Alianța pentru Unirea Românilor | 1          |                        |                        |                        |                        |                        |
|  | Prahanca Vasile                 | 1          |                        |                        |                        |                        |                        |

## Demografie
Componența etnică a comunei Fibiș
     Români (91,98%)
     Maghiari (2,12%)
     Alte etnii (1,95%)
     Necunoscută (3,96%)
Componența confesională a comunei Fibiș
     Ortodocși (85,4%)
     Romano-catolici (3,68%)
     Penticostali (3,51%)
     Baptiști (2,17%)
     Alte religii (0,78%)
     Necunoscută (4,46%)
Conform recensământului efectuat în 2021, populația comunei Fibiș se ridică la 1.795 de locuitori, în creștere față de recensământul anterior din 2011, când fuseseră înregistrați 1.590 de locuitori. Majoritatea locuitorilor sunt români (91,98%), cu o minoritate de maghiari (2,12%), iar pentru 3,96% nu se cunoaște apartenența etnică. Din punct de vedere confesional, majoritatea locuitorilor sunt ortodocși (85,4%), cu minorități de romano-catolici (3,68%), penticostali (3,51%) și baptiști (2,17%), iar pentru 4,46% nu se cunoaște apartenența confesională.

## Politică și administrație
Comuna Fibiș este administrată de un primar și un consiliu local compus din 11 consilieri. Primarul, Gheorghe Dorel Carcea[*], de la Partidul Național Liberal, este în funcție din 2008. Începând cu alegerile locale din 2024, consiliul local are următoarea componență pe partide politice:
|  | Partid                          | Consilieri | Componența Consiliului | Componența Consiliului | Componența Consiliului | Componența Consiliului | Componența Consiliului |
|  | ------------------------------- | ---------- | ---------------------- | ---------------------- | ---------------------- | ---------------------- | ---------------------- |
|  | Partidul Național Liberal       | 5          |                        |                        |                        |                        |                        |
|  | Partidul Social Democrat        | 3          |                        |                        |                        |                        |                        |
|  | Alianța Dreapta Unită           | 1          |                        |                        |                        |                        |                        |
|  | Alianța pentru Unirea Românilor | 1          |                        |                        |                        |                        |                        |
|  | Prahanca Vasile                 | 1          |                        |                        |                        |                        |                        |